# Cavalieri di Apocalisse
I Cavalieri di Apocalisse (Horsemen of Apocalypse) sono un gruppo di personaggi dei fumetti pubblicati dalla Marvel Comics. Il gruppo è stato nominato per la prima volta in X-Factor n. 10 (novembre 1986), e ha fatto la sua prima apparizione in X-Factor n. 15 (aprile 1987), realizzato da Louise e Walt Simonson.

## Descrizione
Il gruppo è composto da quattro persone (generalmente mutanti) che sono stati modificati geneticamente e condizionati mentalmente per servire Apocalisse. Vengono potenziati oppure dotati di nuove abilità, e vengono loro assegnati i nomi dei quattro Cavalieri dell'Apocalisse della Bibbia: Morte, Carestia, Pestilenza e Guerra.

## Altri media

### Cinema
I Cavalieri di Apocalisse sono presenti nel film X-Men - Apocalisse uscito a maggio 2016. Morte, Pestilenza, Carestia e Guerra sono rispettivamente i mutanti: Arcangelo, Psylocke, Tempesta e Magneto .

### Televisione
Il gruppo è comparso in alcuni episodi delle serie animate Insuperabili X-Men e X-Men: Evolution.

### Videogiochi
I quattro Cavalieri compaiono nei seguenti videogiochi: Marvel Super Heroes vs. Street Fighter (dove Akuma di Street Fighter è viene trasformato nel Cavaliere della Morte ed è il boss finale), X-Men Legends II: L'Era di Apocalisse (dove sono Abyss, Mikhail Rasputin, Olocausto e Arcangelo) e Marvel: Avengers Alliance (dove X-23 è Guerra, Rogue è Carestia, Bestia è Pestilenza, Uomo Ghiaccio è Morte).